# Hieroglyphodes
Hieroglyphodes är ett släkte av insekter. Hieroglyphodes ingår i familjen gräshoppor.
Kladogram enligt Catalogue of Life:
| Hieroglyphodes | \| \| Hieroglyphodes assamensis \| \| \| \| \| \| Hieroglyphodes occidentalis \| \| \| \| |
|                | \| \| Hieroglyphodes assamensis \| \| \| \| \| \| Hieroglyphodes occidentalis \| \| \| \| |
|                | Hieroglyphodes assamensis                                                                 |
|                |                                                                                           |
|                | Hieroglyphodes occidentalis                                                               |
|                |                                                                                           |